# مجموعة فنادق هواتشو
إتش وورلد جروب المحدودة (ناسداك: HTHT；01179. هونج كونج ) ، ( simplified Chinese (بالصينية) simplified Chinese: 华住酒店集团; traditional Chinese: 華住酒店集團; pinyin: Huázhù Jiǔdiàn Jítuán ) هي شركة لإدارة الفنادق في الصين . وفي عام 2021، تم تصنيفها ضمن أكبر سبع مجموعة فنادق في العالم.  اعتبارًا من يونيو 2020، تدير مجموعة فنادق هواتشو 6,187 منشأة في 16 دولة. كانت تُعرف سابقًا باسم فنادق هانتينج أو مجموعة الصين للسكن المحدودة . يقع المكتب الرئيسي للشركة في منطقة مينهانج ، شنغهاي .